# 南蝠屬
南蝠屬（學名：Ia），哺乳綱、翼手目、蝙蝠科的一屬，而與南蝠屬（南蝠）同科的動物尚有蝙蝠屬（大蝙蝠）、帆耳蝠屬（帆耳蝠）、梓蝠屬（梓蝠）等之數種哺乳動物。
南蝠属只剩南蝠（Ia io）一个現存物种，另有一個生存于中新世、在泰國地層中發現化石物種蘭納南蝠（Ia lanna）。南蝠的学名是国际动物命名法规认证的最短的名字之一。

## 下属物种
本属包括以下物种：
- 南蝠 Ia io Thomas, 1902
  - Ia io peninsulata Soisook, Sribuarod, Karapan, Safoowong, Billasoy, Thong, Chang, Gong, Lin, Sztencel-Jabłonka, Bogdanowicz & Bates, 2017[2]
- †蘭納南蝠 Ia lamna Mein & Ginsburg, 1997